# ایندرک توبرلوتس
ایندرک توبرلوتس (استونیایی: Indrek Tobreluts؛ زادهٔ ۵ آوریل ۱۹۷۶) ورزشکار دوگانه و اسکی‌باز صحرانوردی اهل استونی بود.
وی در بازی‌های المپیک زمستانی ۱۹۹۸، ۲۰۰۲، ۲۰۰۶، ۲۰۱۰ و ۲۰۱۴ شرکت کرده‌است.